# When the Fire Bell Rang
Pour plus de détails, voir Fiche technique et Distribution.
When the Fire Bell Rang (littéralement : Quand la cloche d'alarme incendie a sonné) est un film muet américain réalisé par Frank Cooley, sorti en 1915.

## Fiche technique
- Titre : When the Fire Bell Rang
- Réalisation : Frank Cooley
- Scénario : J. Edward Hungerford
- Producteur :
- Société de production : American Film Manufacturing Company
- Société de distribution : Mutual Film
- Pays de production :  États-Unis
- Langue : film muet avec les intertitres en anglais
- Métrage : 600 m
- Format : Noir et blanc — 35 mm — 1,33:1 — Muet
- Genre : Comédie dramatique
- Durée : 20 minutes
- Date de sortie : 
  - États-Unis : 23 mars 1915

## Distribution
- Irving Cummings : Joe King, le pompier
- Virginia Kirtley : Kate Grady, la fille du chef des pompiers
- Joe Harris : Lige Peters, l'ingénieur malicieux
- Fred Gamble : Chef Grady, le chef des pompiers